# ایستی‌باغچه
ایستی‌باغچه، روستایی در دهستان انگوت غربی بخش مرکزی شهرستان انگوت در استان اردبیل ایران است.

## جمعیت
بر پایه سرشماری عمومی نفوس و مسکن در سال ۱۳۹۵، جمعیت این روستا برابر با ۱۸۳ نفر (۴۷ خانوار) بوده‌است.